# Chris Wilcox
Pour les articles homonymes, voir Wilcox.
Chris Ray Wilcox (né le 3 septembre 1982, à Raleigh, Caroline du Nord) est un basketteur professionnel américain évoluant aux postes d'ailier fort et de pivot.
Il est drafté en 2002 en 8e position par les Clippers de Los Angeles.
La franchise californienne l'envoie en février 2006 aux SuperSonics de Seattle en échange de Vladimir Radmanović. À l'été 2008, il déménage avec les Sonics, qui deviennent le Thunder d'Oklahoma City. Lors de la saison 2008-09, il est assez peu utilisé par le Thunder, dont l'entraîneur cherche à responsabiliser au maximum les jeunes.
En février 2009, il est transféré aux New York Knicks, qui ne lui donnent guère un meilleur temps de jeu.
Le 22 juillet 2009, il signe avec les Detroit Pistons en tant qu'agent libre.
Finalement, Wilcox opte pour les Celtics de Boston, il évoluera aux côtés de joueurs comme Ray Allen, Paul Pierce, Rajon Rondo ou encore Kevin Garnett.
Le 23 mars 2012, il est "coupé" par les Celtics de Boston en raison de ses gros problèmes cardiaques.
Le 13 juillet 2012, il est de retour dans la franchise des Celtics en s'engageant pour une saison après avoir été opéré de ses problèmes à l'aorte.